# 渦輪增壓燃油分層噴射

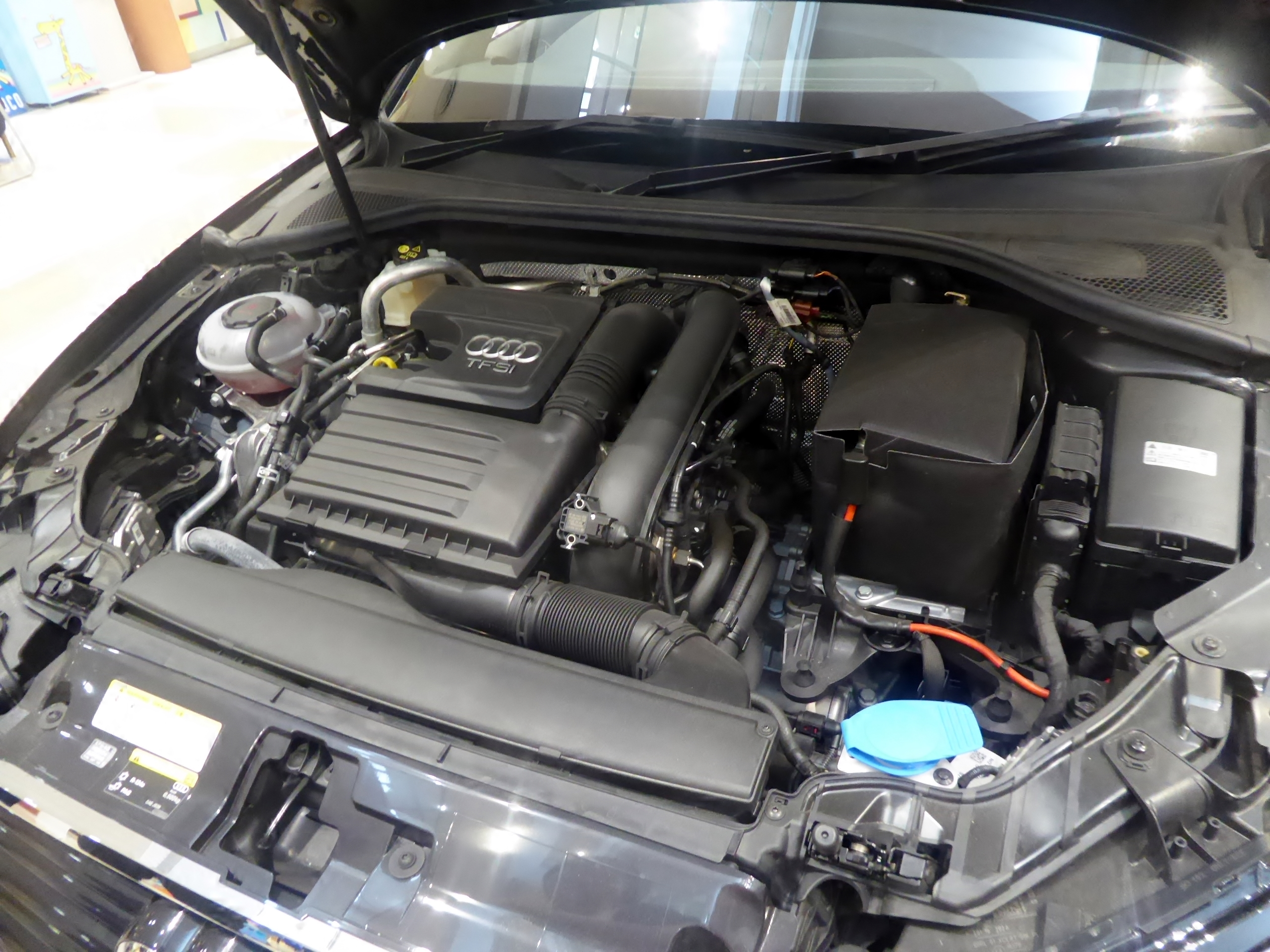
奥迪 A3 Sportback 30 TFSI sport 的发动机室 (DBA-8VCXS)

渦輪增壓燃油分層噴射（英語：Turbo Fuel Stratified Injection，簡稱：TFSI），是奧迪汽車建基於燃油分層噴射（FSI）技術上發展出來，將燃油加壓後直接噴射進引擎內，藉以改進火花點火引擎輸出的一套技術。

## 第一代
2004年面世，是歷代TFSI引擎的設計基礎。

## 第二代
2007年推出，在第一代的設計上加入了Valvelift活瓣技術。

## 第三代
2011年設計再度改良，將排氣管放置引擎上方，有助加快引擎達到最理想工作溫度。

## 第三代改良型
採用加以改良的米勒循環運作原理，在高負荷和低負荷的情況下，改變進氣活瓣的開啟時間，進一步提升引擎工作效率。